# Yamaha FZR600
La Yamaha FZR600, Génesis 600 o también conocida como 3HE es una motocicleta deportiva producida por Yamaha de 1989 a 1999. Fue la sucesora de la FZ600 y fue reemplazada por la  YZF-600R. Su bastidor era de caja delta de acero y brazo atrás, similar a la caja delta de aleación introducida 3 años antes en el modelo 1WG FZR400.
La FZR600 fue descontinuada en 1999 para dar paso a la Yamaha R6 y la competencia de lo ofrecido por Yamaha en le mercado de los 600cc: las motos YZF-600R y YZF-R6.
El motor de la Yamaha FZR600 estaba inclinado hacia adelante, este era el concepto Génesis, esa inclinación bajaba y centraba el centro de gravedad de la motocicleta. Este diseño también permitía bajar el tanque, bajando aún más el centro de gravedad de la motocicleta incrementando el agarre en paso por curva y la aerodinámica. Adelante del tanque real estaba el filtro de aire, debajo de un tanque de gasolina simulado.
Al contrario de los más grandes modelos FZR, que tienen 3 válvulas de admisión y 2 válvulas de salida, la FZR600 tenía 4 válvulas por cilindro, por tener diferentes necesidades a las de los modelos de 750 y 1,000 cc de la línea FZR. Muchos modelos venían con el sistema de válvulas EXUP, obligatorio en las unidades vendidas en California. Este sistema localizado en la parte baja del múltiple de escape ayudaba a tener una retropresión alta a bajas velocidades, y se abría más a altas velocidades, dando al motor un mayor rango de poder. El sistema EXUP se encontraba en los modelos de EE. UU. y algunos de Europa para compensar por los sistemas anticontaminantes para aquellos mercados.Los modelos de motocicletas normales tenían 91 CV (67 kilovatios), comparados con los 76 CV (56 kilovatios) para los que estaban equipados con EXUP.
La FZR600 continuó en producción hasta 1999.  Sin embargo en algunos mercados fue sustituida por la FZR600R que era mecánicamente similar pero tenía un nuevo bastidor de acero, un nuevo motor que daba 98 BHP, y un estilo diferente con las famosas luces frontales estilo "ojos de zorro". En los EE. UU., la "ojos de zorro" se comenzó a vender desde 1995 con el nombre de YZF600 "Foxeye".
La original '3HE' FZR600 de bastidor de acero se mantuvo virtualmente sin cambio a través de toda su producción. En 1991 la FZR recibió una luz frontal trapezoidal para imitar a su hermana la FZR1000 EXUP, pero Yamaha regresó a los faros dobles para el diseño de 1993.  En 1990, el ancho de la llanta trasera se incrementó a 4" (en contraposición de las 3.5" que tenía de fábrica el modelo de 1989). En el mismo año las pinzas del freno delantero se mejoraron a unidades de 4 pistones (en contraposición a las pinzas de 2 pistones del modelo de 1989).  En 1991 la FZR recibió un brazo trasero nuevo que tenía un perfil ligeramente más ancho. Además de cambios mecánicos menores, el trabajo de pintura y los esquemas de colores también eran cambiados para cada nuevo año, incluyendo el esquema de la versión especial "Vance and Hines special edition" que estuvo disponible para el año de 1992.

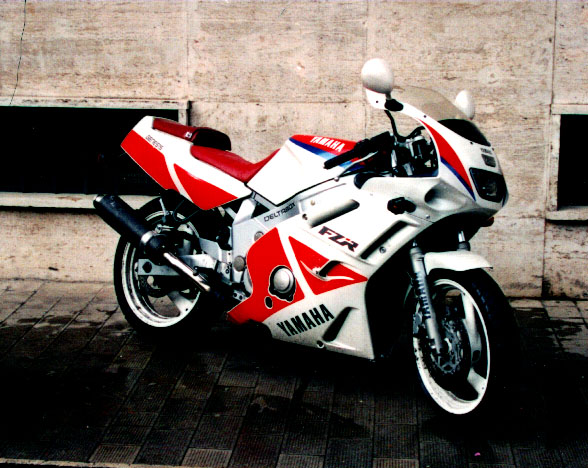
Fzr600 model year 1991